# Ayano Satō
Ayano Satō (* 10. Dezember 1996 in Kushiro-shi) ist eine japanische Eisschnellläuferin.

## Werdegang
Satō hatte ihren ersten internationalen Erfolg bei den Juniorenweltmeisterschaften 2013 in Klobenstein. Dort holte sie Gold in der Teamverfolgung. Bei den Juniorenweltmeisterschaften 2014 in Bjugn, den Juniorenweltmeisterschaften 2015 in Warschau und im März 2016 bei den Juniorenweltmeisterschaften in Changchun gewann sie in der Teamverfolgung jeweils die Bronzemedaille. Außerdem erlief sie in Changchun Silber im Teamsprint und Gold im Massenstart. Zu Beginn der Saison 2016/17 startete sie in Harbin erstmals im Weltcup und belegte dabei in der B-Gruppe den sechsten Platz über 3000 m und in A-Gruppe den 15. Platz über 1500 m. Im weiteren Saisonverlauf erreichte sie in Nagano mit Platz zwei in der Teamverfolgung ihre erste Podestplatzierung im Weltcup und holte in der Teamverfolgung in Heerenveen ihren ersten Weltcupsieg. Bei den Einzelstreckenweltmeisterschaften 2017 in Gangwon errang sie den 20. Platz über 1500 m und den 15. Platz über 3000 m. Im Februar 2017 holte sie bei den Winter-Asienspielen in Obihiro die Bronzemedaille über 3000 m, die Silbermedaille im Massenstart und die Goldmedaille in der Teamverfolgung. In der Saison 2017/18 siegte sie in Heerenveen im Massenstart und in der Teamverfolgung und in Salt Lake City in der Teamverfolgung. Beim Saisonhöhepunkt, den Olympischen Winterspielen im Februar 2018 in Pyeongchang, wurde sie Olympiasiegerin in der Teamverfolgung. Zudem kam sie dort auf den achten Platz über 3000 m. Beim Weltcupfinale in Minsk gewann sie in der Teamverfolgung und im Massenstart und erreichte den zweiten Platz im Massenstart-Weltcup.
In der Saison 2018/19 siegte Satō dreimal in der Teamverfolgung und einmal im Teamsprint. Zudem wurde sie in Heerenveen Dritte im Massenstart und erreichte damit zum Saisonende den sechsten Platz im Massenstart-Weltcup. Bei den Einzelstreckenweltmeisterschaften 2019 in Inzell holte sie die Goldmedaille in der Teamverfolgung. Zudem lief sie dort auf den 16. Platz über 1500 m, auf den 13. Rang über 3000 m und auf den fünften Platz im Massenstart. Anfang März 2019 errang sie bei der Mehrkampfweltmeisterschaft in Calgary den 13. Platz.

## Persönliche Bestzeiten
- 500 m: 38,49 s (aufgestellt am 6. März 2022 in Hamar)
- 1000 m: 1:15,86 min (aufgestellt am 23. Oktober 2022 in Nagano)
- 1500 m: 1:51,46 min (aufgestellt am 5. Dezember 2021 in Salt Lake City)
- 3000 m: 3:59,79 min (aufgestellt am 3. Dezember 2021 in Salt Lake City)
- 5000 m: 7:13,76 min (aufgestellt am 20. Februar 2021 in Hachinohe)

## Teilnahmen an Weltmeisterschaften und Olympischen Winterspielen

### Olympische Spiele
- 2018 Pyeongchang: 1. Platz Teamverfolgung, 8. Platz 3000 m
- 2022 Peking: 2. Platz Teamverfolgung, 4. Platz 1500 m, 8. Platz Massenstart, 9. Platz 3000 m

### Einzelstrecken-Weltmeisterschaften
- 2017 Gangwon: 15. Platz 3000 m, 20. Platz 1500 m
- 2019 Inzell: 1. Platz Teamverfolgung, 5. Platz Massenstart, 13. Platz 3000 m, 16. Platz 1500 m
- 2020 Salt Lake City: 1. Platz Teamverfolgung
- 2023 Heerenveen: 2. Platz Teamverfolgung, 10. Platz 1500 m, 10. Platz 3000 m
- 2024 Calgary: 3. Platz Teamverfolgung, 5. Platz 1500 m
- 2025 Hamar: 2. Platz Teamverfolgung, 7. Platz Massenstart, 15. Platz 1500 m

### Mehrkampf-Weltmeisterschaften
- 2019 Calgary: 13. Platz Vierkampf
- 2020 Hamar: 9. Platz Vierkampf
- 2022 Hamar: 8. Platz Vierkampf
- 2024 Inzell: 7. Platz Kleiner Vierkampf

## Weltcupsiege

### Weltcupsiege im Einzel
| Nr. | Datum             | Ort        | Disziplin   |
| --- | ----------------- | ---------- | ----------- |
| 1.  | 11. November 2017 | Heerenveen | Massenstart |
| 2.  | 18. März 2018     | Minsk      | Massenstart |

### Weltcupsiege im Team
| Nr. | Datum             | Ort                 | Disziplin        |
| --- | ----------------- | ------------------- | ---------------- |
| 1.  | 9. Dezember 2016  | Heerenveen          | Teamverfolgung 1 |
| 2.  | 10. November 2017 | Heerenveen          | Teamverfolgung 1 |
| 3.  | 8. Dezember 2017  | Salt Lake City      | Teamverfolgung 1 |
| 4.  | 17. März 2018     | Minsk               | Teamverfolgung 2 |
| 5.  | 16. November 2018 | Obihiro             | Teamverfolgung 1 |
| 6.  | 23. November 2018 | Tomakomai           | Teamverfolgung 1 |
| 7.  | 7. Dezember 2018  | Tomaszów Mazowiecki | Teamverfolgung 1 |
| 8.  | 9. Dezember 2018  | Tomaszów Mazowiecki | Teamsprint 3     |
| 9.  | 15. Dezember 2019 | Nagano              | Teamverfolgung 1 |
| 10. | 11. November 2023 | Obihiro             | Teamverfolgung 4 |
| 11. | 9. Dezember 2023  | Tomaszów Mazowiecki | Teamverfolgung 4 |